# Sojuz MS-03
Sojuz MS-03 è un volo astronautico verso la Stazione Spaziale Internazionale (ISS) e parte del programma Sojuz, ed è il 132° volo con equipaggio della navetta Sojuz dal primo volo avvenuto nel 1967.

## Equipaggio

### Equipaggio in partenza
| Ruolo               | Equipaggio al lancio                                | Equipaggio all'atterraggio                          |
| ------------------- | --------------------------------------------------- | --------------------------------------------------- |
| Comandante          | Oleg Novickij, Roscosmos Expedition 50 Secondo volo | Oleg Novickij, Roscosmos Expedition 50 Secondo volo |
| Ingegnere di volo 1 | Thomas Pesquet, ESA Expedition 50 Primo volo        | Thomas Pesquet, ESA Expedition 50 Primo volo        |
| Ingegnere di volo 2 | Peggy Whitson, NASA Expedition 50 Terzo volo        | N/D                                                 |

### Equipaggio di riserva
| Ruolo               | Equipaggio                 | Equipaggio                 |
| ------------------- | -------------------------- | -------------------------- |
| Comandante          | Fëdor Jurčichin, Roscosmos | Fëdor Jurčichin, Roscosmos |
| Ingegnere di volo 1 | Jack Fischer, NASA         | Jack Fischer, NASA         |
| Ingegnere di volo 2 | Paolo Nespoli, ESA         | Paolo Nespoli, ESA         |